# Yenser Basilio Pol
Yenser Basilio Pol (ur. 6 października 1985 r. w Floridzie) – kubański wioślarz.

## Osiągnięcia
- Mistrzostwa Świata – Poznań 2009 – dwójka bez sternika – 9. miejsce[1].